# الگادئو
الگادئو (انگلیسی: Algodão; ۱ مارس ۱۹۲۵ – ۱۰ مارس ۲۰۰۱) بازیکن بسکتبال اهل برزیل بود.